# Rimavská Baňa
Rimavská Baňa este o comună slovacă, aflată în districtul Rimavská Sobota din regiunea Banská Bystrica, pe malul râului Rimava⁠(d). Localitatea se află la altitudinea de 256 m deasupra n.m., se întinde pe o suprafață de 26,21 km2 și în 2017 număra 533 de locuitori. Se învecinează cu Rimavské Brezovo, Kraskovo, Rimavská Sobota, Rimavské Zalužany, Lehota nad Rimavicou și Hnúšťa.

## Istoric
Localitatea Rimavská Baňa este atestată documentar din 1270.

## Demografie
| An:                | 1994 | 2004   | 2014    | 2024   |
| ------------------ | ---- | ------ | ------- | ------ |
| Număr de persoane: | 408  | 440    | 536     | 502    |
| Diferență:         |      | +7,84% | +21,81% | −6,34% |

| An:                | 2023 | 2024   |
| ------------------ | ---- | ------ |
| Număr de persoane: | 510  | 502    |
| Diferență:         |      | −1,56% |